# Улица Раевского (Москва)
У́лица Рае́вского — улица, расположенная в Западном административном округе города Москвы на территории района Дорогомилово.

## История
Улица получила своё название 9 мая 1961 года в память о герое Отечественной войны 1812 года, командире 7-го пехотного корпуса Н. Н. Раевском (1771—1829), отличившемся при обороне Смоленска, в Бородинском сражении, Битве народов и взятии Парижа.

## Расположение
Улица Раевского проходит на юго-восток от Кутузовского проспекта, Большой Дорогомиловской улицы и площади Дорогомиловская Застава до Платовской и Студенческой улиц. Нумерация начинается от Кутузовского проспекта.

## Транспорт

### Наземный транспорт
По улице Раевского не проходят маршруты наземного общественного транспорта. У северного конца улицы, на Большой Дорогомиловской улице и Кутузовском проспекте, расположены остановки «Дорогомиловская застава» автобусов м2, м27, н2, т7, т7к, т39, 91, 116, 157, 205, 324, 454, 474, 477, 840.

### Метро
- Станции метро «Киевская» Арбатско-Покровской линии, «Киевская» Кольцевой линии, «Киевская» Филёвской линии (соединены переходами) — юго-восточнее улицы, на площади Киевского Вокзала
- Станция метро «Студенческая» Филёвской линии — юго-западнее улицы, на Киевской улице

### Железнодорожный транспорт
- Киевский вокзал (пассажирский терминал станции Москва-Пассажирская-Киевская Киевского направления Московской железной дороги) — юго-восточнее улицы, на площади Киевского Вокзала